# 冠城鐘錶珠寶
冠城鐘錶珠寶集團有限公司（港交所：0256），前身為「中國海澱集團有限公司」，則是由中國光大科技換取上市的，主要業務包括產銷鐘錶及時計業務，包括依波錶、羅西尼等品牌，除此之外，還包括地產投資等產業。

## 歷史
民營企業家韓國龍，從中國光大集團收購中國光大科技股權，更名為中國海澱，那時是2004年12月4日。
在2014年7月，中國海澱正式易名為冠城鐘錶珠寶集團有限公司。

## 管理層
- 執行董事[2]
  - 韓國龍先生（主席）
  - 蕭進華先生（聯席行政總裁）
  - 郝曉暉先生 (聯席行政總裁)
  - 石濤先生 (執行董事)
  - 薛黎曦女士 (執行董事)
  - 韓孝煌先生 (執行董事)
  - HALIM Teguh 先生 (執行董事)

- 獨立非執行董事
  - 鄺俊偉博士
  - 甘承倬
  - 李子卿
  - 張斌先生

## 業務發展
2011年初，中國海澱出售福州大通之49%股本權益，代價為93,342,000港元，以專注於生產和分銷鐘錶業務。

2013年4月25日中國海澱以8,600萬瑞士法郎（約7.138億港元），收購崑崙錶（Montres Corum）的股權控股公司。收購將會以4,700萬瑞士法郎（約3.9億港元）及按發行價配發及發行不超過4.5億股代價股份的方式來償付。當中發行價為每股代價股份約0.0964瑞士法郎（約0.8港元），配發股份相當於該公司現有已發行股本約10.41%及經發行代價股份擴大的已發行股本9.43%。收購結束後，崑崙錶及其附屬公司成為中國海澱的附屬公司。
2014年4月14日中國海澱集團，旗下全資附屬國際飛迅與一間英國手錶公司The Dreyfuss Group Limited訂立收購協議，以2,700萬英鎊（折合約3.51億港元）收購Dreyfuss全部已發行股本
其品牌組合包括於英國中檔市場最佳 瑞士鐘錶品牌、據點遍佈全球逾45個國家的瑞士中端市場品牌Rotary、瑞士優質品牌Dreyfuss & Co.及英格蘭優質品牌J & T Windmills。
2018年9月, 冠城鐘錶宣佈以約3.7億港元, 收購另一上市公司依波路約58.22%股權。 此次收購, 主要是向伊波路兩名現有股東 分別購入1.02億和9975萬股份, 每股作價1.85元。相對前收市價1.44元有28.47%溢價。

## 外部連結
- 冠城鐘錶珠寶資料 （页面存档备份，存于）
- 冠城鐘錶珠寶 （页面存档备份，存于）
- 更名通函
- 本公司收購通函